# Canada op de Olympische Winterspelen 2018
Canada was een van de deelnemende landen aan de Olympische Winterspelen 2018 in Pyeongchang, Zuid-Korea.

## Medailleoverzicht
| Sport          | Olympiër                                                                                              | Onderdeel       | Medaille |
| -------------- | --- | --------------- | -------- |
| Bobsleeën      | Justin Kripps Alexander Kopacz                                                                        | tweemansbob (m) | Goud     |
| Curling        | Kaitlyn Lawes John Morris                                                                             | gemengddubbel   | Goud     |
| Freestyleskiën | Mikaël Kingsbury                                                                                      | moguls (m)      | Goud     |
| Freestyleskiën | Brady Leman                                                                                           | skicross (m)    | Goud     |
| Freestyleskiën | Cassie Sharpe                                                                                         | halfpipe (v)    | Goud     |
| Freestyleskiën | Kelsey Serwa                                                                                          | skicross (v)    | Goud     |
| Kunstrijden    | Tessa Virtue Scott Moir                                                                               | ijsdansen       | Goud     |
| Kunstrijden    | Patrick Chan Kaetlyn Osmond Gabrielle Daleman Meagan Duhamel / Eric Radford Tessa Virtue / Scott Moir | landenteam      | Goud     |
| Schaatsen      | Ted-Jan Bloemen                                                                                       | 10.000 m (m)    | Goud     |
| Shorttrack     | Samuel Girard                                                                                         | 1000 m (m)      | Goud     |
| Snowboarden    | Sébastien Toutant                                                                                     | big air (m)     | Goud     |
| Freestyleskiën | Justine Dufour-Lapointe                                                                               | moguls (v)      | Zilver   |
| Freestyleskiën | Brittany Phelan                                                                                       | skicross (v)    | Zilver   |
| Rodelen        | Alex Gough Samuel Edney Justin Snith Tristan Walker                                                   | estafette       | Zilver   |
| Schaatsen      | Ted-Jan Bloemen                                                                                       | 5000 m (m)      | Zilver   |
| Shorttrack     | Kim Boutin                                                                                            | 1000 m (v)      | Zilver   |
| Snowboarden    | Maxence Parrot                                                                                        | slopestyle (m)  | Zilver   |
| Snowboarden    | Laurie Blouin                                                                                         | slopestyle (v)  | Zilver   |
| IJshockey      | Landenteam                                                                                            | vrouwen         | Zilver   |
| Bobsleeën      | Kaillie Humphries Phylicia George                                                                     | tweemansbob (v) | Brons    |
| Freestyleskiën | Alex Beaulieu-Marchand                                                                                | slopestyle (m)  | Brons    |
| Kunstrijden    | Kaetlyn Osmond                                                                                        | vrouwen         | Brons    |
| Kunstrijden    | Meagan Duhamel Eric Radford                                                                           | paren           | Brons    |
| Rodelen        | Alex Gough                                                                                            | vrouwen         | Brons    |
| Shorttrack     | Charle Cournoyer Pascal Dion Samuel Girard Charles Hamelin                                            | relay (m)       | Brons    |
| Shorttrack     | Kim Boutin                                                                                            | 500 m (v)       | Brons    |
| Shorttrack     | Kim Boutin                                                                                            | 1500 m (v)      | Brons    |
| Snowboarden    | Mark McMorris                                                                                         | slopestyle (m)  | Brons    |
| IJshockey      | Landenteam                                                                                            | mannen          | Brons    |

## Deelnemers en resultaten
(m) = mannen, (v) = vrouwen 

### Alpineskiën
| Olympiër                                                    | Onderdeel        | Resultaat | Prestatie                                                           |
| ----------------------------------------------------------- | ---------------- | --------- | ------------------------------------------------------------------- |
| Philip Brown                                                | reuzenslalom (m) | 27e       | 1e run: 1.11,30 (25e) 2e run: 1.11,25 (23e) totaal: 2.22,55 (+4,51) |
| Philip Brown                                                | slalom (m)       | 22e       | 1e run: 50,22 (26e) 51,72 (21e) totaal: 1.41,94 (+2,95)             |
| Dustin Cook                                                 | afdaling (m)     | 32e       | 1.43,80 (+3,55)                                                     |
| Dustin Cook                                                 | super g (m)      | 9e        | 1.25,23 (+0,79)                                                     |
| James Crawford                                              | combinatie (m)   | 20e       | afdaling: 1.21,97 (37e) slalom: 48,80 (17e) totaal: 2.10,77 (+4,25) |
| James Crawford                                              | reuzenslalom (m) | 29e       | 1e run: 1.11,74 (31e) 2e run: 1.12,38 (30e) totaal: 2.24,12 (+6,08) |
| James Crawford                                              | super g (m)      | DNF       | niet gefinisht                                                      |
| Manuel Osborne-Paradis                                      | combinatie (m)   | DNF       | afdaling: niet gefinisht                                            |
| Manuel Osborne-Paradis                                      | afdaling (m)     | 14e       | 1.41,89 (+1,64)                                                     |
| Manuel Osborne-Paradis                                      | super g (m)      | 22e       | 1.26,39 (+1,95)                                                     |
| Trevor Philip                                               | reuzenslalom (m) | 18e       | 1e run: 1.11,13 (24e) 2e run: 1.10,38 (9e) totaal: 2.21,51 (+3,47)  |
| Trevor Philip                                               | slalom (m)       | 29e       | 1e run: 49,81 (23e) 2e run: 58,74 (34e) totaal: 1.48,55 (+9,56)     |
| Erik Read                                                   | reuzenslalom (m) | 11e       | 1e run: 1.10,18 (16e) 2e run: 1.10,56 (15e) totaal: 2.20,74 (+2,70) |
| Erik Read                                                   | slalom (m)       | DNF       | 1e run: 49,95 (25e) 2e run: niet gefinisht                          |
| Broderick Thompson                                          | combinatie (m)   | 23e       | afdaling: 1.21,75 (33e) slalom: 49,63 (23e) totaal: 2.11,38 (+4,86) |
| Broderick Thompson                                          | afdaling (m)     | 35e       | 1.44,37 (+4,12)                                                     |
| Broderick Thompson                                          | super g (m)      | 23e       | 1.26,45 (+2,01)                                                     |
| Benjamin Thomsen                                            | combinatie (m)   | DNF       | afdaling: 1.21,36 (26e) slalom: niet gestart                        |
| Benjamin Thomsen                                            | afdaling (m)     | 28e       | 1.43,19 (+2,94)                                                     |
|                                                             |                  |           |                                                                     |
| Candace Crawford                                            | combinatie (v)   | DNF       | afdaling: niet gefinisht                                            |
| Candace Crawford                                            | afdaling (v)     | DNF       | niet gefinisht                                                      |
| Candace Crawford                                            | reuzenslalom (v) | 25e       | 1e run: 1.14,70 (30e) 2e run: 1.10,46 (22e) totaal: 2.25,16 (+5,14) |
| Candace Crawford                                            | super g (v)      | 29e       | 1.23,69 (+2,58)                                                     |
| Valérie Grenier                                             | combinatie (v)   | 6e        | afdaling: 1.41,79 (8e) slalom: 41,65 (8e) totaal: 2.23,44 (+2,54)   |
| Valérie Grenier                                             | afdaling (v)     | 21e       | 1.42,13 (+2,91)                                                     |
| Valérie Grenier                                             | reuzenslalom (v) | DNF       | 1e run: 1.15,74 (33e) 2e run: niet gefinisht                        |
| Valérie Grenier                                             | super g (v)      | 23e       | 1.22,77 (+1,66)                                                     |
| Erin Mielzynski                                             | slalom (v)       | 11e       | 1e run: 51,83 (22e) 2e run: 49,66 (3e) totaal: 1.41,49 (+2,86)      |
| Roni Remme                                                  | combinatie (v)   | DNF       | afdaling: niet gefinisht                                            |
| Roni Remme                                                  | afdaling (v)     | 23e       | 1.42,80 (+3,58)                                                     |
| Roni Remme                                                  | slalom (v)       | 27e       | 1e run: 52,43 (29e) 2e run: 51,18 (23e) totaal: 1.43,61 (+4,98)     |
| Roni Remme                                                  | super g (v)      | 37e       | 1.25,90 (+4,79)                                                     |
| Laurence St-Germain                                         | slalom (v)       | 15e       | 1e run: 50,94 (11e) 2e run: 50,86 (20e) totaal: 1.41,80 (+3,17)     |
|                                                             |                  |           |                                                                     |
| Laurence St-Germain Phil Brown Erin Mielzynski Trevor Philp | landenwedstrijd  | 9e        | 1/8F: 2-2 Frankrijk                                                 |

### Biatlon
| Olympiër                                                  | Onderdeel          | Resultaat | Prestatie                                                                                           |
| --------------------------------------------------------- | ------------------ | --------- | --------------------------------------------------------------------------------------------------- |
| Christian Gow                                             | individueel (m)    | 26e       | 51.01,0 (+2.57,2) pen.: 2 (1 + 0 + 0 + 1)                                                           |
| Christian Gow                                             | sprint (m)         | 62e       | 25.53,5 (+2.14,7) pen.: 3 (2 + 1)                                                                   |
| Scott Gow                                                 | individueel (m)    | 14e       | 50.06,3 (+2.02,5) pen.: 1 (0 + 0 + 0 + 1)                                                           |
| Scott Gow                                                 | sprint (m)         | 61e       | 25.52,8 (+2.14,0) pen.: 4 (4 + 0)                                                                   |
| Brendan Green                                             | individueel (m)    | 22e       | 50.30,4 (+2.26,6) pen.: 1 (0 + 0 + 0 + 1)                                                           |
| Brendan Green                                             | sprint (m)         | 82e       | 26.48,0 (+3.09,2) pen.: 3 (0 + 3)                                                                   |
| Nathan Smith                                              | individueel (m)    | 81e       | 56.15,7 (+8.11,9) pen.: 5 (0 + 1 + 4 + 0)                                                           |
| Nathan Smith                                              | sprint (m)         | 44e       | 25.22,3 (+1.43,5) pen.: 1 (1 + 0)                                                                   |
| Nathan Smith                                              | achtervolging (m)  | 54e       | 38.58,2 (+6.06,5) pen.: 4 (0 + 0 + 1 + 3)                                                           |
| Christian Gow Scott Gow Macx Davies Brendan Green         | estafette (m)      | 11e       | 19.11,8 / 0+0 0+3 19.23,3 / 0+0 0+0 20.16,0 / 0+3 1+3 20.05,7 / 0+1 0+1 totaal: 1:20.56,8 / 0+4 1+7 |
|                                                           |                    |           | |
| Sarah Beaudry                                             | individueel (v)    | 29e       | 45.05,6 (+3.58,4) pen.: 1 (0 + 1 + 0 + 0)                                                           |
| Rosanna Crawford                                          | individueel (v)    | 26e       | 44.55,9 (+3.48,7) pen.: 2 (2 + 0 + 0 + 0)                                                           |
| Rosanna Crawford                                          | sprint (v)         | 53e       | 23.29,2 (+2.23,0) pen.: 3 (1 + 2)                                                                   |
| Rosanna Crawford                                          | achtervolging (v)  | 19e       | 33.03,0 (+2.27,7) pen.: 2 (0 + 0 + 1 + 1)                                                           |
| Emma Lunder                                               | individueel (v)    | 54e       | 46.56,6 (+5.49,4) pen.: 3 (0 + 1 + 1 + 1)                                                           |
| Emma Lunder                                               | sprint (v)         | 54e       | 23.30,4 (+2.24,2) pen.: 2 (0 + 2)                                                                   |
| Emma Lunder                                               | achtervolging (v)  | 53e       | 36.52,1 (+6.16,8) pen.: 4 (0 + 1 + 1 + 2)                                                           |
| Julia Ransom                                              | individueel (v)    | 74e       | 49.38,9 (+8.31,7) pen.: 5 (1 + 1 + 2 + 1)                                                           |
| Julia Ransom                                              | sprint (v)         | 40e       | 23.15,0 (+2.08,8) pen.: 1 (0 + 1)                                                                   |
| Julia Ransom                                              | achtervolging (v)  | 28e       | 33.38,3 (+3.03,0) pen.: 1 (0 + 0 + 0 + 1)                                                           |
| Megan Tandy                                               | sprint (v)         | 57e       | 23.42,8 (+2.36,6) pen.: 2 (1 + 1)                                                                   |
| Sarah Beaudry Julia Ransom Emma Lunder Rosanna Crawford   | estafette (v)      | 10e       | 18.04,0 / 0+0 0+3 18.27,7 / 0+0 0+3 19.09,6 / 1+3 0+0 17.95,5 / 0+1 0+1 totaal: 1:13.36,8 / 1+4 0+7 |
|                                                           |                    |           | |
| Rosanna Crawford Julia Ransom Brandan Green Christian Gow | gemengde estafette | 12e       | 16.18,8 / 0+1 0+1 17.14,5 / 0+0 0+2 18.97,9 / 0+1 0+2 18,79,8 / 0+0 0+2 totaal: 1:11.11,0 / 0+2 0+7 |

### Bobsleeën
| Olympiër                                                        | Onderdeel       | Resultaat | Prestatie                               |
| --------------------------------------------------------------- | --------------- | --------- | --------------------------------------- |
| Justin Kripps Alexander Kopacz                                  | tweemansbob (m) | Goud      | 3.16,86 (49,10 / 49,39 / 49,09 / 49,28) |
| Nick Poloniato Jesse Lumsden                                    | tweemansbob (m) | 7e        | 3.17,74 (49,48 / 49,48 / 49,33 / 49,45) |
| Christopher Spring Lascelles Brown                              | tweemansbob (m) | 10e       | 3.18,24 (49,38 / 49,58 / 49,56 / 49,72) |
| Justin Kripps Jesse Lumsden Alexander Kopacz Oluseyi Smith      | viermansbob (m) | 6e        | 3.16,69 (48,85 / 49,28 / 48,95 / 49,61) |
| Nick Poloniato Cameron Stones Joshua Kirkpatrick Ben Coakwell   | viermansbob (m) | 12e       | 3.17,81 (49,40 / 49,23 / 49,51 / 49,67) |
| Christopher Spring Lascelles Brown Bryan Barnett Neville Wright | viermansbob (m) | 16e       | 3.17,96 (49,06 / 49,54 / 49,46 / 49,86) |
|                                                                 |                 |           |                                         |
| Christine de Bruin Melissa Lotholz                              | tweemansbob (v) | 7e        | 3.23,89 (50,94 / 50,91 / 50,75 / 51,29) |
| Kaillie Humphries Phylicia George                               | tweemansbob (v) | Brons     | 3.22,89 (50,72 / 50,88 / 50,52 / 50,77) |
| Alysia Rissling Heather Moyse                                   | tweemansbob (v) | 6e        | 3.23,63 (50,81 / 50,95 / 50,83 / 51,04) |

### Curling
| Olympiër                                                            | Onderdeel     | Resultaat | Prestatie |
| ------------------------------------------------------------------- | ------------- | --------- | --- |
| Ben Hebert Marc Kennedy Kevin Koe Brent Laing Scott Pfeifer         | mannen        | 4e        | groepsfase 5 - 3 Italië 6 - 4 Groot-Brittannië 7 - 4 Noorwegen 7 - 6 Zuid-Korea 2 - 5 Zweden 6 - 8 Zwitserland 7 - 9 Verenigde Staten 8 - 4 Japan 8 - 3 Denemarken halve finale: 3 - 5 Verenigde Staten finale: 5 - 7 Zwitserland |
|                                                                     |               |           | |
| Cheryl Bernard Joanne Courtney Rachel Homan Emma Miskew Lisa Weagle | vrouwen       | 6e        | groepsfase 6 - 8 Zuid-Korea 6 - 7 Zweden 8 - 9 Denemarken 11 - 3 Verenigde Staten 10 - 8 Zwitserland 8 -3 Japan 5 - 7 China 5 - 6 Groot-Brittannië 9 - 8 Olympische atleten uit Rusland                                           |
|                                                                     |               |           | |
| Kaitlyn Lawes John Morris                                           | gemengddubbel | Goud      | groepsfase 6 - 9 Noorwegen 6 - 4 Verenigde Staten 10 - 4 China 8 - 2 Finland 7 - 2 Zwitserland 8 - 2 Olympische atleten uit Rusland 7 - 3 Zuid-Korea halve finale: 8 - 4 Noorwegen finale: 10 - 3 Zwitserland                     |

### Freestyleskiën
| Olympiër                | Onderdeel      | Resultaat    | Prestatie |
| ----------------------- | -------------- | ------------ | --- |
| Lewis Irving            | aerials (m)    | 24e          | kwalificatie 1: 87.17 pnt (21e) kwalificatie 2: 87.17 - 78.73 pnt (18e)                                                                       |
| Olivier Rochon          | aerials (m)    | 5e           | 124.34 pnt (6e) finale 1: 125.67 pnt (4e) finale 2: 128.05 pnt (2e) finale 3: 98.11 pnt (5e)                                                  |
| Simon d'Artois          | halfpipe (m)   | 13e          | kwalificatie: 66.60 - 40.40 pnt (13e) |
| Noah Bowman             | halfpipe (m)   | 5e           | kwalificatie: 43.00 - 77.20 pnt (9e) finale: 89.40 - 19.20 - 11.20 pnt (5e)                                                                   |
| Mike Riddle             | halfpipe (m)   | 6e           | kwalificatie: 6.40 - 82.20 pnt (7e) finale: 85.40 - 26.00- 27.40 pnt (6e)                                                                     |
| Marc-Antoine Gagnon     | moguls (m)     | 4e           | kwalificatie 1: 76.32 pnt (11e) kwalificatie 2: 76.32 - 75.88 pnt (5e) finale 1: 78.38 pnt (9e) finale 2: 77.40 pnt (6e) finale 3: 77.02 (4e) |
| Mikaël Kingsbury        | moguls (m)     | Goud         | kwalificatie 1: 86.07 pnt (1e) finale 1: 81.27 pnt (4e) finale 2: 82.19 pnt (2e) finale 3: 86.63 pnt (1e)                                     |
| Philippe Marquis        | moguls (m)     | 20e          | kwalificatie 1: 77.77 pnt (8e) finale 1: niet gefinisht                                                                                       |
| Christopher Del Bosco   | skicross (m)   | /8F          | plaatsingsronde: 1.48,25 (+39,51); 31e 1/8F, serie 8: DNF                                                                                     |
| Kevin Drury             | skicross (m)   | 4e           | plaatsingsronde: 1.09,21 (+0,67); 3e 1/8F, serie 5: 1e KF, serie 3: 1e HaF, serie 2: 1e finale: DNF                                           |
| Dave Duncan             | skicross (m)   | 8e           | plaatsingsronde: 1.10,51 (+1,77);26e 1/8F, serie 7: 1e KF, serie 4: 2e HF, serie 2: 4e kleine finale: 4e                                      |
| Brady Leman             | skicross (m)   | Goud         | plaatsingsronde: 1.09,94 (+1,20); 8e 1/8F, serie 2: 2e KF, serie 1: 1e HF, serie 1: 1e finale: 1e                                             |
| Alex Beaulieu-Marchand  | slopestyle (m) | Brons        | kwalificatie: 81.60 - 94.20 pnt (3e) finale: 81.60 - 92.40 - 82.40 pnt (3e)                                                                   |
| Alex Bellemare          | slopestyle (m) | 24e          | kwalificatie: 64.20 - 26.20 pnt (22e) |
| Teal Harle              | slopestyle (m) | 5e           | kwalificatie: 88.00 - 91.20 pnt (6e) finale: 22.80 - 25.60 - 90.00 pnt (5e)                                                                   |
| Evan McEachran          | slopestyle (m) | 6e           | kwalificatie: 74.80 - 87.80 pnt (11e) finale: 89.40 - 4.40 - 32.60 pnt (6e)                                                                   |
|                         |                |              | |
| Catrine Lavallée        | aerials (v)    | kwalificatie | kwalificatie 1: 73.08 pnt (16e) kwalificatie 2: 73.08 - 71.34 pnt (13e)                                                                       |
| Rosalind Groenewoud     | halfpipe (v)   | 10e          | kwalificatie: 73.20 - 72.80 pnt (11e) finale: 70.60 - 67.80 - 66.60 pnt (10e)                                                                 |
| Cassie Sharpe           | halfpipe (v)   | Goud         | kwalificatie: 93.00 - 93.40 pnt (1e) finale: 94.40 - 95.80 - 42.00 pnt (1e)                                                                   |
| Chloé Dufour-Lapointe   | moguls (v)     | 17e          | kwalificatie 1: 69.53 pnt (13e) kwalificatie 2: 69.53 - 68.48 pnt (8e) finale 1: 70.98 pnt (17e)                                              |
| Justine Dufour-Lapointe | moguls (v)     | Zilver       | kwalificatie 1: 77.66 pnt (4e) finale 1: 79.50 (1e) finale 2: 77.86 pnt (4e) finale 3: 78.56 pnt (2e)                                         |
| Andi Naude              | moguls (v)     | 6e           | kwalificatie 1: 79.60 pnt (2e) finale 1: 73.99 (10e) finale 2: 78.78 pnt (1e) finale 3: niet gefinisht                                        |
| Audrey Robichaud        | moguls (v)     | 9e           | kwalificatie 1: 72.48 pnt (10e) finale 1: 74.27 (8e) finale 2: 74.89 pnt (9e)                                                                 |
| Brittany Phelan         | skicross (v)   | Zilver       | plaatsingsronde: 1.13,56 (3e) 1/8F, serie 5: 1e KF, serie 3: 1e HF, serie 2: 1e finale: 2e                                                    |
| Kelsey Serwa            | skicross (v)   | Goud         | plaatsingsronde: 1.13,33 (2e) 1/8F, serie 8: 1e KF, serie 4: 1e HF, serie 2: 2e finale: 1e                                                    |
| India Sherret           | skicross (v)   | 18e          | plaatsingsronde: 1.15,48 (11e) 1/8F, serie 6: niet gefinisht                                                                                  |
| Marielle Thompson       | skicross (v)   | 17e          | plaatsingsronde: 1.13,11 (1e) 1/8F, serie 1: 3e                                                                                               |
| Dara Howell             | slopestyle (v) | 21e          | kwalificatie: 12.80 - 32.00 pnt (21e) |
| Kim Lamarre             | slopestyle (v) | 22e          | kwalificatie: 22.80 - 23.60 pnt (22e) |
| Yuki Tsubota            | slopestyle (v) | 6e           | kwalificatie: 65.40 - 78.20 pnt (9e) finale: 74.40 - 26.40 - 40.40 pnt (6e)                                                                   |

### Kunstrijden
| Olympiër                                                                                              | Onderdeel | Resultaat | Prestatie |
| --- | --------- | --------- | --- |
| Patrick Chan                                                                                          | mannen    | 9e        | 263.43 (korte kür: 90.01, vrije kür: 173.42) |
| Keegan Messing                                                                                        | mannen    | 12e       | 255.43 (korte kür: 85.11, vrije kür: 170.32) |
| |           |           | |
| Larkyn Austman                                                                                        | vrouwen   | 25e       | 51.42 (korte kür: 51.42) |
| Gabrielle Daleman                                                                                     | vrouwen   | 15e       | 172.46 (korte kür: 68.90, vrije kür: 103.56) |
| Kaetlyn Osmond                                                                                        | vrouwen   | Brons     | 231.02 (korte kür: 78.87, vrije kür: 152.15) |
| |           |           | |
| Meagan Duhamel Eric Radford                                                                           | paren     | Brons     | 230.15 (korte kür: 76.82, vrije kür: 153.33) |
| Julianne Séguin Charlie Bilodeau                                                                      | paren     | 9e        | 204.02 (korte kür: 67.52, vrije kür: 136.50) |
| Kirsten Moore-Towers Michael Marinaro                                                                 | paren     | 11e       | 198.11 (korte kür: 65.68, vrije kür: 132.43) |
| |           |           | |
| Tessa Virtue Scott Moir                                                                               | ijsdansen | Goud      | 206.07 (korte kür: 83.67, vrije kür: 122.40) |
| Piper Gilles Paul Poirier                                                                             | ijsdansen | 8e        | 176.91 (korte kür: 69.60, vrije kür: 107.31) |
| Kaitlyn Weaver Andrew Poje                                                                            | ijsdansen | 7e        | 181.98 (korte kür: 74.33, vrije kür: 107.65) |
| |           |           | |
| Patrick Chan Kaetlyn Osmond Gabrielle Daleman Meagan Duhamel / Eric Radford Tessa Virtue / Scott Moir | team      | Goud      | mannen, korte kür: 8 pnt (81,66 pnt), vrije kür: 10 pnt (179,75) vrouwen, korte kür: 8 pnt (71,38 pnt) vrouwen, vrije kür: 8 pnt (137,14) paren, korte kür: 9 pnt (76,57 pnt), vrije kür: 10 pnt (148,51) ijsdansen, korte kür: 10 pnt (80,51 pnt), vrije kür: 10 pnt (118,10) totaal: 73 pnt |

### Langlaufen
| Olympiër                                                        | Onderdeel             | Resultaat | Prestatie                                                             |
| --------------------------------------------------------------- | --------------------- | --------- | --------------------------------------------------------------------- |
| Jesse Cockney                                                   | sprint (m)            | 35e       | kwalificatie: 3.18,54 (+10,00)                                        |
| Alex Harvey                                                     | sprint (m)            | 32e       | kwalificatie: 3.17,95 (+9,41)                                         |
| Alex Harvey                                                     | 15 km vrije stijl (m) | 7e        | 34.19,4 (+35,5)                                                       |
| Alex Harvey                                                     | 30 km skiatlon (m)    | 8e        | 1:16.53,4 (+33,4)                                                     |
| Alex Harvey                                                     | 50 km klassiek (m)    | 4e        | 2:11.05,7 (+2.43,6)                                                   |
| Knute Johnsgaard                                                | 15 km vrije stijl (m) | 69e       | 37.48,5 (+4.04,6)                                                     |
| Knute Johnsgaard                                                | 30 km skiatlon (m)    | 62e       | LAP (ronde achterstand)                                               |
| Russell Kennedy                                                 | sprint (m)            | 54e       | kwalificatie: 3.23,37 (+14,83)                                        |
| Russell Kennedy                                                 | 50 km klassiek (m)    | 49e       | 2:25.16,6 (+16.54,5)                                                  |
| Devon Kershaw                                                   | 15 km vrije stijl (m) | 71e       | 38.01,5 (+4.17,6)                                                     |
| Devon Kershaw                                                   | 30 km skiatlon (m)    | 36e       | 1:19.55,3 (+3.35,3)                                                   |
| Devon Kershaw                                                   | 50 km klassiek (m)    | 26e       | 2:17.49,4 (+9.27,3)                                                   |
| Graeme Killick                                                  | 15 km vrije stijl (m) | 38e       | 36.23,3 (+2.39,4)                                                     |
| Graeme Killick                                                  | 30 km skiatlon (m)    | 45e       | 1:21.39,6 (+5.19,6)                                                   |
| Graeme Killick                                                  | 50 km klassiek (m)    | 27e       | 2:18.28,8 (+10.06,7)                                                  |
| Len Väljas                                                      | sprint (m)            | 7e        | kwalificatie: 3.17,11 (+8,57) (26e) KF-4: 3e (+2,10) HF-2: 3e (+3,98) |
| Alex Harvey Len Väljas                                          | teamsprint (m)        | 8e        | HF-2: 16.07,27 (+3,27); 5e finale: 16.31,86 (+35,60)                  |
| Len Väljas Graeme Killick Russell Kennedy Knute Johnsgaard      | estafette (m)         | 9e        | 25.56,3 25.15,9 22.06,7 23.27,0 totaal: 1:36.45,9 (+3.41,0)           |
|                                                                 |                       |           |                                                                       |
| Dahria Beatty                                                   | sprint (v)            | 42e       | kwalificatie: 3.29,77 (+21,03)                                        |
| Dahria Beatty                                                   | 10 km vrije stijl (v) | 37e       | 27.48,9 (+2.48,4)                                                     |
| Dahria Beatty                                                   | 15 km skiatlon (v)    | 52e       | 52e 46.17,3 (+5.32,4)                                                 |
| Cendrine Browne                                                 | sprint (v)            | 51e       | kwalificatie: 3.34,30 (+25,56)                                        |
| Cendrine Browne                                                 | 10 km vrije stijl (v) | 43e       | 28.12,4 (+3.11,9)                                                     |
| Cendrine Browne                                                 | 15 km skiatlon (v)    | 33e       | 33e 44.01,9 (+3.17,0)                                                 |
| Cendrine Browne                                                 | 30 km klassiek (v)    | 43e       | 1:41.23,9 (+19.06,3)                                                  |
| Anne-Marie Comeau                                               | 10 km vrije stijl (v) | 62e       | 29.11,3 (+4.10,8)                                                     |
| Anne-Marie Comeau                                               | 15 km skiatlon (v)    | 48e       | 48e 45.42,8 (+4.57,9)                                                 |
| Anne-Marie Comeau                                               | 30 km klassiek (v)    | DNF       | niet gefinisht                                                        |
| Emily Nishikawa                                                 | sprint (v)            | 34e       | kwalificatie: 3.26,75 (+18,01)                                        |
| Emily Nishikawa                                                 | 10 km vrije stijl (v) | 32e       | 27.41,5 (+2.41,0)                                                     |
| Emily Nishikawa                                                 | 15 km skiatlon (v)    | 44e       | 44e 45.16,6 (+4.31,7)                                                 |
| Emily Nishikawa                                                 | 30 km klassiek (v)    | 30e       | 1:35.31,7 (+12.14,1)                                                  |
| Dahria Beatty Emily Nishikawa                                   | teamsprint (v)        | HF        | HF-2: 17.01,54 (+38,98)                                               |
| Dahria Beatty Emily Nishikawa Cendrine Browne Anne-Marie Comeau | estafette (v)         | 13e       | 15.00,2 14.35,0 12.53,7 13.45,7 totaal: 56.14,6 (+4.50,3)             |

### Rodelen
| Olympiër                                  | Onderdeel | Resultaat | Prestatie |
| ----------------------------------------- | --------- | --------- | --- |
| Samuel Edney                              | mannen    | 6e        | run 1: 47,862 (+0,210) (9e) run 2: 47,755 (+0,130) (4e) run 3: 47,759 (+0,225) (10e) run 4: 47,645 (+0,170) (6e) totaal: 3.11,021 (+0,319)    |
| Michael Malyk                             | mannen    | 16e       | run 1: 48,075 (+0,423) (17e) run 2: 48,050 (+0,425) (18e) run 3: 47,952 (+0,418) (16e) run 4: 47,869 (+0,394) (12e) totaal: 3.11,946 (+1,244) |
| Reid Watts                                | mannen    | 12e       | run 1: 47,960 (+0,308) (12e) run 2: 47,895 (+0,270) (10e) run 3: 47,787 (+0,253) (11e) run 4: 47,848 (+0,373) (11e) totaal: 3.11,490 (+0,788) |
|                                           |           |           | |
| Tristan Walker Justin Snith               | dubbels   | 5e        | run 1: 46,134 (+0,314) (4e) run 2: 46,235 (+0,358) (6e) totaal: 1.32,369 (+0,672)                                                             |
|                                           |           |           | |
| Brooke Apshkrum                           | vrouwen   | 13e       | run 1: 46,834 (+0,589) (16e) run 2: 46,839 (+0,707) (18e) run 3: 46,905 (+0,625) (14e) run 4: 46,983 (+0,535) (15e) totaal: 3.07,561 (+2,329) |
| Alex Gough                                | vrouwen   | Brons     | run 1: 46,317 (+0,072) (2e) run 2: 46,328 (+0,196) (4e) run 3: 46,425 (+0,145) (3e) run 4: 46,574 (+0,126) (3e) totaal: 3.05,599 (+0,412)     |
| Kimberley McRae                           | vrouwen   | 5e        | run 1: 46,339 (+0,094) (4e) run 2: 46,449 (+0,317) (8e) run 3: 46,480 (+0,200) (4e) run 4: 46,610 (+0,162) (4e) totaal: 3.05,878 (+0,646)     |
|                                           |           |           | |
| Alex Gough Sam Edney T. Walker / J. Snith | estafette | Zilver    | 47,099 (4e) 48,820 (4e) 48,953 (2e) 2.24,872 (+0,355)                                                                                         |

### Schaatsen
| Olympiër                                                       | Onderdeel                | Resultaat    | Prestatie |
| -------------------------------------------------------------- | ------------------------ | ------------ | --- |
| Jordan Belchos                                                 | 10.000 m (m)             | 5e           | 12.59,51 (+19,74)                                                                                                 |
| Ted-Jan Bloemen                                                | 5000 m (m)               | Zilver       | 6.11,616 (+1,85)                                                                                                  |
| Ted-Jan Bloemen                                                | 10.000 m (m)             | Goud         | 12.39.77 |
| Alex Boisvert-Lacroix                                          | 500 m (m)                | 11e          | 34,934 (+0,52) |
| Vincent De Haître                                              | 1000 m (m)               | 19e          | 1.09,79 (+1,84)                                                                                                   |
| Vincent De Haître                                              | 1500 m (m)               | 21e          | 1.47,32 (+3,31)                                                                                                   |
| Ben Donnelly                                                   | 1500 m (m)               | 31e          | 1.49,68 (+5,67)                                                                                                   |
| Laurent Dubreuil                                               | 500 m (m)                | 18e          | 35,16 (+0,75) |
| Laurent Dubreuil                                               | 1000 m (m)               | 25e          | 1.10,03 (+2,08)                                                                                                   |
| Olivier Jean                                                   | massastart (m)           | 14e          | HF-1: 4 pnt; 7e finale: 0 pnt; 14e (7.49,30)                                                                      |
| Gilmore Junio                                                  | 500 m (m)                | 17e          | 35,158 (+0,74) |
| Denny Morrison                                                 | 1500 m (m)               | 13e          | 1.46,36 (+2,35)                                                                                                   |
| Alexandre St-Jean                                              | 1000 m (m)               | 11e          | 1.09,24 (+1,29)                                                                                                   |
| Jordan Belchos Ted-Jan Bloemen Ben Donnelly Denny Morrison     | ploegenachtervolging (m) | 7e           | KF: 3.41,73 (7e) D-finale: wonnen van Verenigde Staten 3.42,16 (-8,61)                                            |
|                                                                |                          |              | |
| Ivanie Blondin                                                 | 3000 m (v)               | 6e           | 4.04,14 (+4,93)                                                                                                   |
| Ivanie Blondin                                                 | 5000 m (v)               | 5e           | 6.59,38 (+9,15)                                                                                                   |
| Ivanie Blondin                                                 | massastart (v)           | halve finale | HF-2: 1 pnt; 10e (8.53,92)                                                                                        |
| Kali Christ                                                    | 1500 m (v)               | 19e          | 1.59,42 (+5,07)                                                                                                   |
| Marsha Hudey                                                   | 500 m (v)                | 10e          | 37,88 (+0,94) |
| Kaylin Irvine                                                  | 1000 m (v)               | 23e          | 1.16,90 (+3,34)                                                                                                   |
| Heather McLean                                                 | 500 m (v)                | 14e          | 38,29 (+1,35) |
| Heather McLean                                                 | 1000 m (v)               | 25e          | 1.17,25 (+3,69)                                                                                                   |
| Josie Morrison                                                 | 1500 m (v)               | 21e          | 1.59,77 (+5,42)                                                                                                   |
| Keri Morrison                                                  | massastart (v)           | 12e          | HF-1: 21 pnt; 3e finale: 0 pnt; 12e (8.41,38)                                                                     |
| Brianne Tutt                                                   | 1500 m (v)               | 15e          | 1.58,77 (+4,42)                                                                                                   |
| Brianne Tutt                                                   | 3000 m (v)               | 20e          | 4.13,70 (+14,49)                                                                                                  |
| Isabelle Weidemann                                             | 3000 m (v)               | 7e           | 4.04,26 (+5,05)                                                                                                   |
| Isabelle Weidemann                                             | 5000 m (v)               | 6e           | 6.59,88 (+9,65)                                                                                                   |
| Ivanie Blondin Josie Morrison Keri Morrison Isabelle Weidemann | ploegenachtervolging (v) | 4e           | KF: 2.59,02 (3e) HF-2: verloren van Japan 3.01,84 (+2,90) B-finale: verloren van Verenigde Staten 2.59,72 (+0,45) |

### Schansspringen
| Olympiër              | Onderdeel          | Resultaat | Prestatie                                                                                            |
| --------------------- | ------------------ | --------- | --- |
| Mackenzie Boyd-Clowes | normale schans (m) | 26e       | kwalificatie: 114.6 pnt (98,0 m); 23e finale: 208.1 pnt (111.1 (103,5 m); 18e - 97.0 (98,5 m); 27e)  |
| Mackenzie Boyd-Clowes | grote schans (m)   | 21e       | kwalificatie: 102.4 pnt (124,5 m); 25e finale: 235.3 pnt (117.4 (127,5 m);23e - 117.9 (126,0 m);20e) |
|                       |                    |           | |
| Taylor Henrich        | normale schans (v) | 32e       | 56.5 pnt (78,0 m)                                                                                    |

### Shorttrack
| Olympiër                                                                         | Onderdeel  | Resultaat | Prestatie                                                                                   |
| -------------------------------------------------------------------------------- | ---------- | --------- | ------------------------------------------------------------------------------------------- |
| Charle Cournoyer                                                                 | 1000 m (m) | series    | serie 2: 3e (1.24,051)                                                                      |
| Pascal Dion                                                                      | 1500 m (m) | 10e       | serie 3: 5e, ADV (2.16,856) HF-2: 3e (2.12,640) B-finale: 3e (2.26,412)                     |
| Samuel Girard                                                                    | 500 m (m)  | 4e        | serie 2: 1e (40,493) KF-3: 1e (40,477) HF-1: 2e (40,185) A-finale: 4e (39,987)              |
| Samuel Girard                                                                    | 1000 m (m) | Goud      | serie 3: 1e (1.23,894) KF-2: 1e (1.24,289) HF-2: 4e, ADV (1.25,102) A-finale: 1e (1.24,650) |
| Samuel Girard                                                                    | 1500 m (m) | 4e        | serie 1: 2e (2.12,923) Halve finale 1: 6e, ADV (DNF) A-finale: 4e (2.11,176)                |
| Charles Hamelin                                                                  | 500 m (m)  | series    | serie 4: penalty                                                                            |
| Charles Hamelin                                                                  | 1000 m (m) | HF        | serie 5: 1e (1.23,407; OR) KF-4: 2e (1.24,015) HF-2: penalty                                |
| Charles Hamelin                                                                  | 1500 m (m) | 13e       | serie 2: 1e (2.12,130) HF-2: 2e (2.11,124) A-finale: penalty                                |
| Charle Cournoyer Pascal Dion Samuel Girard Charles Hamelin                       | relay (m)  | Brons     | HF-1: 2e (6.41,042) A-finale: 3e (6.32,282)                                                 |
|                                                                                  |            |           |                                                                                             |
| Kim Boutin                                                                       | 500 m (v)  | Brons     | serie 1: 1e (43,634) KF-2: 2e (42,789) HF-2: 3e, ADV (43,234) A-finale: 3e (43,881)         |
| Kim Boutin                                                                       | 1000 m (v) | Zilver    | serie 8: 1e (1.32,402) KF-1: 1e (1.30,013) HF-1: 1e (1.29,065) A-finale: 2e (1.29,956)      |
| Kim Boutin                                                                       | 1500 m (v) | Brons     | serie 4: 2e (2.21,149) HF-1: 2e (2.22,799) A-finale: 3e (2.25,834)                          |
| Jamie Macdonald                                                                  | 500 m (v)  | series    | serie 6: penalty                                                                            |
| Valérie Maltais                                                                  | 1000 m (v) | HF        | serie 4: 2e (1.30,773) KF-2: 2e (1.30,131) HF-1: penalty                                    |
| Valérie Maltais                                                                  | 1500 m (v) | HF        | serie 5: 3e (2.29,877) HF-3: penalty                                                        |
| Marianne St-Gelais                                                               | 500 m (v)  | KF        | serie 7: 1e (43,437) KF-1: penalty                                                          |
| Marianne St-Gelais                                                               | 1000 m (v) | KF        | serie 7: 2e (1.30,512) KF-1: 3e (1.30,180)                                                  |
| Marianne St-Gelais                                                               | 1500 m (v) | HF        | serie 2: 2e (2.31,274) HF-1: penalty                                                        |
| Kim Boutin Kassandra Bradette Jamie Macdonald Valérie Maltais Marianne St-Gelais | relay (v)  | 8e        | HF-1: 2e (4.07,627) A-finale: penalty                                                       |

### Skeleton
| Olympiër          | Onderdeel | Resultaat | Prestatie                               |
| ----------------- | --------- | --------- | --------------------------------------- |
| Kevin Boyer       | mannen    | 17e       | 3.25,40 (51,46 / 51,24 / 51,14 / 51,56) |
| Dave Greszczyszyn | mannen    | 21e       | 2.34,61 (51,73 / 51,31 / 51,57)         |
| Barrett Martineau | mannen    | 24e       | 2.35,40 (51,94 / 51,76 / 51,70)         |
|                   |           |           |                                         |
| Jane Channell     | vrouwen   | 10e       | 3.29,07 (52,42 / 52,28 / 52,28 / 52,09) |
| Mirela Rahneva    | vrouwen   | 12e       | 3.29,52 (52,48 / 52,33 / 52,06 / 52,65) |
| Elisabeth Vathje  | vrouwen   | 9e        | 3.28,65 (52,45 / 52,01 / 52,37 / 51,82) |

### Snowboarden
| Olympiër             | Onderdeel                | Resultaat    | Prestatie                                                                                                   |
| -------------------- | ------------------------ | ------------ | --- |
| Mark McMorris        | big air (m)              | 10e          | kwalificatie, serie 2: 89.00 - 95.75 pnt (3e) finale: 72.50 pnt (40.50 - JNS - 32.00)                       |
| Mark McMorris        | slopestyle (m)           | Brons        | kwalificatie, serie 2: 83.70 - 86.83 (2e) finale: 75.30 - 85.20 - 60.68 pnt                                 |
| Tyler Nicholson      | big air (m)              | kwalificatie | kwalificatie, serie 2: 87.25 - 89.25 pnt (7e)                                                               |
| Tyler Nicholson      | slopestyle (m)           | 7e           | kwalificatie, serie 2: 17.41 - 79.21 pnt (5e) finale: 36.18 - 76.41 - 76.15 pnt                             |
| Maxence Parrot       | big air (m)              | 9e           | kwalificatie, serie 1: 89.25 - 92.50 pnt (1e) finale: 117.75 pnt (85.00 - JNS - 32.75)                      |
| Maxence Parrot       | slopestyle (m)           | Zilver       | kwalificatie, serie 2: 83.45 - 87.36 pnt (1e) finale: 45.13 - 49.48 - 86.00 pnt                             |
| Sebastien Toutant    | big air (m)              | Goud         | kwalificatie, serie 2: 91.00 - 45.00 pnt (5e) finale: 174.25 pnt (84.75 - 89.50 - JNS)                      |
| Sebastien Toutant    | slopestyle (m)           | 11e          | kwalificatie, serie 1: 78.01 - 4506 pnt (3e) finale: 33.66 - 57.23 - 61.08 pnt                              |
| Derek Livingston     | halfpipe (m)             | kwalificatie | kwalificatie: 71.25 - 32.75 pnt (17e)                                                                       |
| Jasey-Jay Anderson   | parallelreuzenslalom (m) | kwalificatie | kwalificatie: 1.26,76 (42,99 + 43,77); 24e                                                                  |
| Darren Gardner       | parallelreuzenslalom (m) | kwalificatie | kwalificatie: 1.26,94 (43,97 + 42,97); 28e                                                                  |
| Éliot Grondin        | snowboardcross (m)       | 1/8F         | plaatsingsronde: 1.28,89 - 1.15,93 (34e) 1/8F, serie 7: 5e                                                  |
| Kevin Hill           | snowboardcross (m)       | KF           | plaatsingsronde: 1.14,24 (8e) 1/8F, serie 2: 2e KF-1: 4e                                                    |
| Christopher Robanske | snowboardcross (m)       | HF           | plaatsingsronde: 1.14,35 (11e) 1/8F, serie 6: 2e KF-3: 3e HF-2: niet gefinisht kleine finale: niet gestartt |
|                      |                          |              | |
| Laurie Blouin        | big air (v)              | 12e          | kwalificatie: 90.25 - 92.25 pnt (4e) finale: 39.35 pnt (JNS - 39.25 - DNS)                                  |
| Laurie Blouin        | slopestyle (v)           | Zilver       | 49.16 - 76.33 pnt                                                                                           |
| Spencer O'Brien      | big air (v)              | 9e           | kwalificatie: 69.50 - 76.75 pnt (11e) finale: 113.25 pnt (51.25 - JNS - 62.00)                              |
| Spencer O'Brien      | slopestyle (v)           | 22e          | 26.43 - 36.45 pnt                                                                                           |
| Brooke Voigt         | big air (v)              | kwalificatie | kwalificatie: 67.50 - 32.00 pnt (17e)                                                                       |
| Brooke Voigt         | slopestyle (v)           | 21e          | 26.36 - 36.71 pnt                                                                                           |
| Elizabeth Hosking    | halfpipe (v)             | kwalificatie | kwalificatie: 25.25 - 36.75 pnt (19e)                                                                       |
| Calynn Irwin         | halfpipe (v)             | kwalificatie | kwalificatie: 23.25 - 16.25 pnt (23e)                                                                       |
| Mercedes Nicoll      | halfpipe (v)             | kwalificatie | kwalificatie: 50.00 - 48.00 pnt (18e)                                                                       |
| Zoe Bergermann       | snowboardcross (v)       | KF           | kwalificatie: 1.21,57 - 1.18,65 (13e) KF-2: niet gefinisht                                                  |
| Carle Brenneman      | snowboardcross (v)       | KF           | kwalificatie: 1.21,57 - 1.20.89 (18e) KF-4: 4e                                                              |
| Tess Critchlow       | snowboardcross (v)       | 9e           | kwalificatie: 1.21,39 - 1.21,83 (20e) KF-2: 2e HF-1: 4e kleine finale: 3e                                   |

### IJshockey
| Olympiër | Onderdeel | Resultaat | Prestatie |
| --- | --------- | --------- | --- |
| René Bourque Gilbert Brulé Andrew Ebbett Stefan Elliott Chay Genoway Cody Goloubef Marc-André Gragnani Quinton Howden Chris Kelly Rob Klinkhammer Brandon Kozun Maxim Lapierre Chris Lee Maxim Noreau Eric O’Dell Justin Peters Kevin Poulin Mason Raymond Mat Robinson Derek Roy Ben Scrivens Karl Stollery Christian Thomas Linden Vey Wojtek Wolski                    | mannen    | Brons     | groep A 5 - 1 Zwitserland 2 - 3 Tsjechië 4 - 0 Zuid-Korea kwartfinale: 1 - 0 Finland halve finale: 3 - 4 Duitsland om brons: 6 - 4 Tsjechië                         |
| Meghan Agosta Bailey Bram Emily Clark Mélodie Daoust Ann-Renée Desbiens Renata Fast Laura Fortino Haley Irwin Brianne Jenner Rebecca Johnston Geneviève Lacasse Brigette Lacquette Jocelyne Larocque Meaghan Mikkelson Sarah Nurse Marie-Philip Poulin Lauriane Rougeau Jillian Saulnier Natalie Spooner Laura Stacey Shannon Szabados Blayre Turnbull Jennifer Wakefield | vrouwen   | Zilver    | groep A 5 - 0 Olympische atleten uit Rusland 4 - 1 Finland 2 - 1 Verenigde Staten halve finale: 5 - 0 Olympische atleten uit Rusland finale: 2 - 3 Verenigde Staten |